# جورج أوسبورن
جورج أوسبورن (بالإنجليزية: George Osborne)‏ (و. 1971  م) هو سياسي، واقتصادي بريطاني، ولد في بادنغتون، هو عضوٌ في حزب المحافظين.

## مناصب
تولى منصب عضو برلمان المملكة المتحدة الـ56 (8 مايو 2015–3 مايو 2017)، وسكرتير الدولة الاول (8 مايو 2015–13 يوليو 2016)، ومستشار الخزانة (11 مايو 2010–13 يوليو 2016)، وعضو برلمان المملكة المتحدة الـ55 (6 مايو 2010–30 مارس 2015)، وعضو برلمان المملكة المتحدة الـ54 (5 مايو 2005–12 أبريل 2010)، ووزير ظل الدولة الخزانة ‏ (5 مايو 2005–11 مايو 2010)، وأمين عام الظل الأول لوزارة المالية ‏ (14 يونيو 2004–5 مايو 2005)، وعضو برلمان المملكة المتحدة الـ53 (7 يونيو 2001–11 أبريل 2005)، وعضو مجلس الشورى البريطاني، والسكرتير الأول للخزانة ‏.

## التعليم
تعلم في كلية المجدلية، ومدرسة القديس بولس ‏.

## وصلات خارجية
- جورج أوسبورن على موقع IMDb (الإنجليزية)
- جورج أوسبورن على موقع الموسوعة البريطانية (الإنجليزية)
- جورج أوسبورن على موقع مونزينجر (الألمانية)
- جورج أوسبورن على موقع ميوزك برينز (الإنجليزية)
- جورج أوسبورن على موقع إن إن دي بي (الإنجليزية)
- جورج أوسبورن على موقع قاعدة بيانات الفيلم (الإنجليزية)

- جورج أوسبورن في قاعدة بيانات الأفلام على الإنترنت